# Uniformes da Seleção Brasileira de Futebol Feminino
Este artigo mostra os uniformes utilizados pela Seleção Brasileira de Futebol Feminino ao longo do tempo.

## Histórico nos Jogos Olímpicos

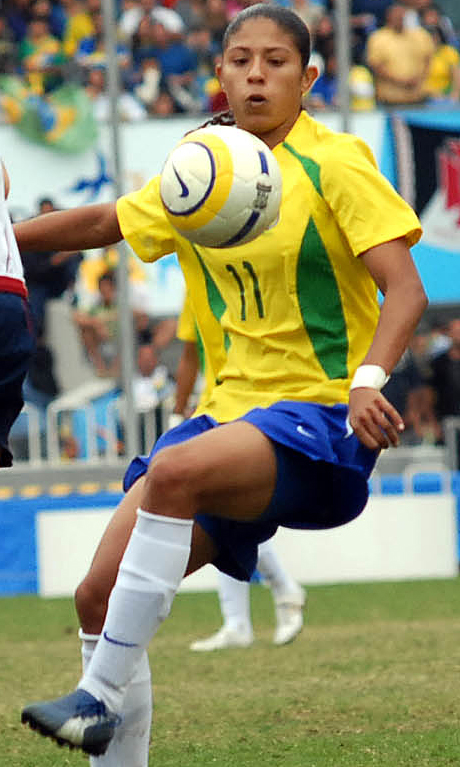
Cristiane Rozeira de Souza Silva com a camisa que a Seleção usou nos Jogos Olímpicos de 2004

A estreia do futebol feminino nos Jogos foi em 1996. Nestes Jogos, as brasileiras vestiram o mesmo uniforme que os homens usaram quando foram campeões do mundo em 1994, com direito a quatro estrelas acima do escudo.
Em 2000, a Nike produziu um modelo exclusivo para as meninas brasileiras, com uma faixa horizontal verde fina nos ombros e uma bem larga, vertical, nas laterais.
Em 2004, as meninas usaram um uniforme que lembrava o do penta masculino em 2002, com escudo da CBF e produzido pela Nike.
Os Jogos de Pequim, em 2008 foram marcados por polêmica sobre os uniformes. Tanto no masculino quanto no feminino, o Brasil estreou com a camisa produzida pela Nike idêntica à da seleção masculina principal, tendo o símbolo da CBF no peito. Porém, o regulamento do COI proibia que as confederações exibissem escudos diferentes dos seus filiados durante os Jogos. Assim, a partir da segunda rodada, a equipe passou a jogar com a camisa sem nenhum símbolo na camisa.
Em Londres-2012, a seleção feminina usou um uniforme semelhante ao modelo usado em 2011 pela seleção masculina, com uma faixa verde horizontal no peito (a azul tinha detalhes amarelos) - mas também com a bandeira e os anéis no lugar do símbolo da CBF.
Para 2016, a CBF chegou a informar que, pela primeira vez, as seleções de futebol (tanto masculina quanto a feminina) seguiriam o padrão das outras modalidades olímpicas e usariam no peito o escudo do Time Brasil. Imagens, inclusive, chegaram a ser divulgadas. Às vésperas dos jogos, porém, a entidade decidiu que tanto o time masculino quanto o feminino não usariam o logo criado pelo Comitê Olímpico Brasileiro (COB) para o time Brasil. As camisas terão no peito apenas a bandeira do país, dentro de um escudo estilizado. Segundo o GloboEsporte.com, a mudança foi feita para evitar conflitos com os patrocinadores da CBF, que são diferentes do COB. Produzidas pela Nike, as camisas amarela e azul seguem o mesmo desenho das lançadas recentemente pela empresa para o time principal (a única diferença entre as mulheres é o corte, mais feminino).

## Evolução dos Uniformes nos Jogos Olímpicos

### Atlanta 1996

#### Uniformes das jogadoras
- Uniforme principal: Camisa amarela, calção azul e meias brancas.
- Uniforme de visitante: Camisa azul, calção branco e meias azuis.

| 1º Uniforme | 2º Uniforme |  |

### Atenas 2004

#### Uniformes das jogadoras
- Uniforme principal: Camisa amarela, calção azul e meias brancas.
- Uniforme de visitante: Camisa azul, calção branco e meias azuis.

| 1º Uniforme | 2º Uniforme |

### Pequim 2008

#### Uniformes das jogadoras
- Uniforme principal: Camisa amarela com detalhes verdes, calção azul e meias brancas.
- Uniforme de visitante: Camisa azul, calção branco e meias azuis.

| 1º Uniforme | 2º Uniforme |

### Londres 2012

#### Uniformes das jogadoras
- Uniforme principal: Camisa amarela com faixa verde, calção azul e meias brancas.
- Uniforme de visitante: Camisa azul com faixa amarela, calção e meias azuis.

| 1º Uniforme | 2º Uniforme | Alternativo | Alternativo |

#### Uniformes das goleiras
- Cinza com faixa preta;
- Vermelha com faixa amarela.

| Cores do Time · Cores do Time · Cores do Time · Cores do Time · Cores do Time | Cores do Time · Cores do Time · Cores do Time · Cores do Time · Cores do Time |  |

#### Uniformes de treino
- Camisa cinza com detalhes amarelos.
- Camisa branca com detalhes cinzas.
- Camisa verde com detalhes amarelos.

| Jogadores 1 | Jogadores 2 | Comissão Técnica |  |

### Rio 2016

#### Uniformes das jogadoras
- Uniforme principal: Camisa amarela, calção azul e meias brancas.
- Uniforme de visitante: Camisa azul, calção branco e meias azuis-claras com degradê em azul.

| 1º Uniforme | 2º Uniforme | Alternativo |

### Tóquio 2020

#### Uniformes das jogadoras
- Uniforme principal: Camisa amarela, calção azul e meias brancas.
- Uniforme de visitante: Camisa azul, calção branco e meias azuis.

| 1º Uniforme |  | 2º Uniforme | Alternativo |

### Paris 2024

#### Uniformes das jogadoras
- Uniforme principal: Camisa amarela, calção azul e meias brancas.

| 1º Uniforme | Alternativo | Alternativo |